# 卡龍加縣
10°00′S 33°45′E / 10.000°S 33.750°E
卡龍加縣（Karonga District）是馬拉維北部的一個縣，屬於北部區的一部分，該縣北臨坦桑尼亞，東接馬拉維湖，南鄰龙皮县，西鄰奇蒂帕縣，面積3,355平方公里，人口194,572。